# 柏木清治

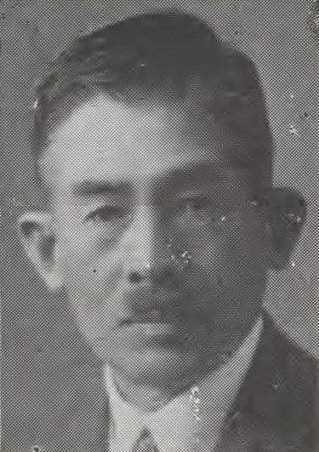
柏木清治

柏木 清治（かしわぎ せいじ、1881年（明治14年）5月5日 - 1950年（昭和25年）5月2日）は、日本の衆議院議員（立憲民政党）。教育者。

## 経歴
兵庫県加西郡西在田村（現在の加西市）出身。兵庫県御影師範学校を卒業後、小学校訓導、美嚢郡視学、兵庫県視学を歴任した。その後、加西郡教育会長、西在田村長、兵庫県会議員、同副議長に選出された。
1936年（昭和11年）、第19回衆議院議員総選挙に出馬し、当選を果たした。